# Schuilkelder onder het Vossenplein

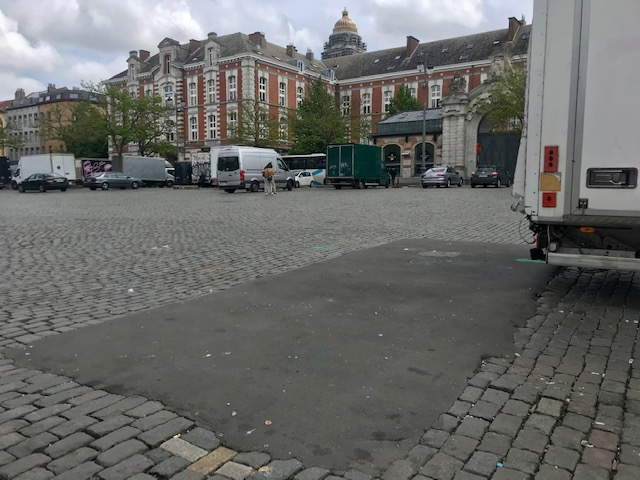
Onder de asfalt laag bevindt zich de ingang naar de schuilkelder uit de Tweede Wereldoorlog.

Onder het Vossenplein in de Brusselse wijk Marollen bevindt zich een schuilkelder uit de Tweede Wereldoorlog. Gedurende de Tweede Wereldoorlog gebruikte men de kelder om de bevolking te beschermen tegen mogelijke luchtaanvallen. De kelder zou in 1942 gebouwd zijn in opdracht van de Passieve Luchtbescherming (PLB). Hij is 35 meter lang en 5 meter breed en is voorzien van lavabo's, wc's, urinoirs en banken.

## Geschiedenis
In 1939 was er in Brussel voor het eerst sprake van het bouwen van schuilkelders. Ze moesten de bevolking beschermen tegen mogelijke luchtaanvallen. Op 17 februari 1941 richtte de PLB "de Dienst voor Schuilkelders" op. Deze dienst bouwde in Brussel een groot aantal schuilkelders. Vaak werden de schuilkelders gemaakt aan de hand van het herinrichten oude kelders of van andere ondergrondse structuren. De werken aan de schuilkelders werden geleid door de Brusselse ingenieur Armand Hendrickx, die ook de schuilkelder onder het Vossenplein bedacht. In 1995, 50 jaar na de oorlog, werd de schuilkelder herontdekt.
Er was niet genoeg bruikbaar materiaal aanwezig om de schuilkelder onder het Vossenplein te bouwen. Daarom maakte Armand Hendrickx gebruik van de antieke techniek van gewelven om een resistent plafond te ontwerpen. Hierdoor is de schuilkelder onder het Vossenplein een functioneel werk met een fenomenale architecturale kwaliteit.
De vele Brusselse schuilkelders zijn niet meer in goede staat en worden vergeten door de stad. Maar sinds de stad Brussel in 2014 bekend maakte om onder het Vossenplein een grote parking aan te leggen, was de schuilkelder onder het Vossenplein opeens weer in het nieuws. De Marolliens protesteerden tegen het plan en ook buurtcomités wilden dat het plan in de ijskast belandde. Dat laatste gebeurde dan ook.
Tijdens de protesten werd geijverd om de schuilkelder te klasseren als erfgoed. Op 14 juli 2016 werd door de organisatie "erfgoed.brussels" een beschermingsprocedure opgestart. In 2018 nam de Brusselse regering officieel de beslissing om de schuilkelder erfgoed van Brussel te maken.